# Generation Lost
Generation Lost è un documentario DVD della melodic hardcore punk band Rise Against pubblicato il 5 dicembre 2006 dalla Geffen Records. Il DVD è suddiviso in 4 parti: la prima parte contiene un documentario intitolato How We Survive che contiene i filmati di Davy Rothbart, durante la partecipazione della band al Vans Warped Tour. La seconda parte chiamata "Burn Hollywood Burn" contiene le canzoni Injection, Like the Angel, Black Masks & Gasoline e Paper Wings suonate dal vivo nel concerto al The Troubadour (Los Angeles). La terza parte contiene inoltre i video musicali di Heaven Knows, Give It All, Swing Life Away, Ready to Fall, con il (making of di questi ultimi due) e la quarta ed ultima parte il video di Prayer of the Refugee, secondo estratto dall'album The Sufferer & the Witness. Il DVD prende il nome da una canzone degli stessi Rise Against.

## Tracce
Il DVD è suddiviso in 4 parti:
1. How We Survive
2. Burn Hollywood Burn
3. Making of the Video
4. Prayer of the Refugee